# Vin vào lỗi lập luận
Vin vào lỗi lập luận (tiếng Anh: Argument from fallacy) là ngụy biện hình thức, tức là phân tích lập luận nào đó rồi suy ra rằng vì lập luận đó mang lỗi sai, nên kết luận của nó ắt phải sai.
Trong tiếng Anh có các tên gọi cho ngụy biện này là:  argument to logic, argumentum ad logicam, fallacy fallacy, fallacist's fallacy, và bad reasons fallacy.

## Hình thức
Nó có hình thức tam đoạn luận chung chung là:
Nếu P thì Q.

P là lập luận có lỗi sai.

Cho nên Q sai.

Lập luận cho dù có lỗi sai hay ngụy biện đi nữa thì vẫn có thể có phần hậu kiện tình cờ đúng. Dựa vào việc lập luận có lỗi sai mà kết luận hậu kiện của nó là sai thì chính là ngụy biện.
Lập luận có lỗi sai hay ngụy biện thì chỉ có nghĩa là lập luận đấy không thể chứng minh được hậu kiện của nó mà thôi. Song, chỉ ra việc lập luận mắc lỗi sai không nhất thiết làm vô hiệu phần kết luận của nó nếu phần kết luận đó không phụ thuộc vào lỗi lập luận.

## Ví dụ
Alice: Tất cả mèo là động vật. Ginger là động vật. Cho nên Ginger là mèo.

Bob: Động vật không nhất thiết cứ phải là mèo. Cậu sai rồi. Cho nên Ginger không phải là mèo.

Alice: Tớ nói tiếng Anh. Thành ra tớ là người Anh.

Bob: Người Mỹ với người Canada và nhiều người nữa cũng nói tiếng Anh đấy. Cậu đánh đồng việc nói tiếng Anh với quốc tịch nước Anh nên cậu sai rồi. Thành ra cậu không phải là người Anh.

Cả hai lời phản biện của Bob đều là ngụy biện vin vào lỗi lập luận. Ginger có thể là hoặc không phải là mèo, và Alice có thể là hoặc không phải là người Anh. Việc lập luận của Alice có lỗi sai hay không thì tự nó không thể chứng tỏ kết luận của Alice là sai được.
Charlie: Lập luận trên của Bob là ngụy biện. Cho nên Ginger chắc chắn phải là mèo.

Lập luận này chỉ ra được lỗi sai của Bob nhưng cũng không thể làm căn cứ để chứng minh lập trường của Charlie được, vì đây cũng chính là ngụy biện vin vào lỗi lập luận.